# 불라예 디아
불라예 디아(프랑스어: Boulaye Dia, 1996년 11월 16일 ~ )는 세리에 A 클럽 살라르니타나에서 라치오로 임대되어 공격수로 뛰고 있는 세네갈의 프로 축구 선수이다. 프랑스에서 태어난 그는 세네갈 국가대표팀에서 뛰고 있다.

## 구단 경력

### 랭스
디아는 주라 수드에서 성공적인 데뷔 시즌을 보낸 후 2018년 7월 16일, 랭스와 프로 계약을 체결하여 21경기에서 15골을 넣었다. 2018년 10월 20일, 랭스에서 1-1로 비긴 리그 1에서 프로 데뷔 전을 치렀다.
2020년 10월 25일, 디아는 몽펠리에와의 경기에서 해트트릭을 기록하며 4-0으로 승리했고, 1978년 산티아고 산타마리아 이후 랭스 선수로는 최초로 1위를 차지했다. 이 승리는 2020-21년 시즌 클럽 최초의 리그 우승이었다.

### 비야레알
2021년 7월 13일, 비야레알은 디아와 랭스와의 5년 계약을 발표했다. 2021년 UEFA 슈퍼컵에서 첼시와의 경기에서 비야레알의 첫 공식 데뷔 전을 치렀을 때, 그는 뛰어난 기량으로 많은 찬사를 받았다.

#### 살레르니타나로의 임대
2022년 8월 18일, 디아는 세리에 A 클럽 살레르니타나로 1년 임대되어 바이아웃 조항이 적용되었다.

## 국가대표팀 경력
프랑스에서 태어난 디아는 프랑스와 세네갈 국적을 가지고 있다. 그는 2020년 10월 1일, 세네갈 국가대표팀에 소집되었다. 그는 2020년 10월 9일, 모로코와의 친선 경기에서 세네갈 국가대표팀에 처음 출전하여 3-1로 패한 후 2021년 9월 7일, 콩고 공화국과의 경기에서 첫 골을 넣었다.
그는 2021년 아프리카 네이션스컵에서 세네갈 국가대표팀의 일원이었으며, 세네갈은 역사상 처음으로 이 대회에서 우승했다.
디아는 대회 우승 후 세네갈 대통령 마키 살에 의해 국가 사자 훈장을 받았다.
디아는 2002년 세네갈이 데뷔한 이래 처음으로 16강에 진출한 2022년 FIFA 월드컵에서 세네갈의 네 경기 모두 선발 출전해 개최국 카타르를 상대로 3-1 승리라는 선제골을 넣었다.
2023년 12월, 그는 코트디부아르에서 열린 연기된 2023년 아프리카 네이션스컵에서 세네갈 국가대표팀에 이름을 올렸다.
하지만 부상으로 인해 결장해야 했고, 세네갈 국가대표팀에서 밤바 디엥과 교체되었다.

## 수상
세네갈
- 아프리카 네이션스컵 : 2021[18]